# Xeroniscus erythraeus
Xeroniscus erythraeus är en kräftdjursart som först beskrevs av Franco Ferrara 1972A.  Xeroniscus erythraeus ingår i släktet Xeroniscus och familjen Eubelidae. Inga underarter finns listade i Catalogue of Life.